# アンナエウス氏族
アンナエウス氏族（アンナエウスしぞく、羅: gens Annaea）は、古代ローマの氏族のひとつ。プレブス系の氏族で、共和政ローマ時代の紀元前1世紀から帝政ローマ初期にかけて見られた。文学に携わる人物を数多く輩出した氏族でもある。皇帝による謀殺が相次いだネロ帝の治世には、アンナエウス氏族からもネロ帝に謀殺された人物が出ている。

## 出自
記録が残っている最古の人物はルキウス・アンナエウス・セネカ（大セネカ）である。大セネカ自身はヒスパニア・ウルテリオルのコルドゥバ（現在のコルドバ）の出身であるが、大セネカやその子孫の名前は明らかにローマ人式の名前であり、これによりセネカの家系はスペイン起源ではなくあくまで「ヒスパニアに入植したローマ人」であることが分かる。
ローマ在住でセネカの家系と友人関係にあったスタティウス・アンナエウス (Statius Annaeus) はセネカの親類とみられ、「スタティウス」という個人名（プラエノーメン）からアンナエウス氏族がオスク人の出自であった可能性も示唆されている。

## 個人名
アンナエウス氏族と結び付けられている個人名は、ルキウス (Lucius)、マルクス (Marcus)、スタティウス (Statius) の3つのみである。
医師であった上記のスタティウス・アンナエウスは出自が明らかでないことから、「スタティウスは解放奴隷であった」「『スタティウス』という名前は通例氏族内では用いられなかった」などの可能性が考えられている。
一方、アンナエウス氏族がオスク人の起源である場合、スタティウスという名前は個人名ではなく家族名であった可能性もありうる。

## 支族・家族名
支族が存在した記録は文献上には見られないが、コグノーメン自体は複数存在する。帝政期には兄弟に異なるコグノーメンを名づけ区別することが広く行われたが、大セネカの3人の子もこれと同様に、それぞれノウァトゥス (Novatus)、セネカ (Seneca)、メラ (Mela) という異なるコグノーメンが名付けられた。
詩人のマルクス・アンナエウス・ルカヌスは上掲のアンナエウス・メラの子（大セネカの孫）で、ルカヌスというコグノーメンはコルドゥバで高名な法律家であった祖父アニキウス・ルカヌスに敬意を表して命名された。ルカヌスの名は元々はルカニア地方（英語版）の出身を意味するとみられる。
アンナエウス氏族の解放奴隷はコルヌトゥス (Cornutus) というコグノーメンを持った。フロルス (Florus) は2世紀のハドリアヌス帝時代の詩人（アンナエウス・フロルス）が名乗っている。また歴史家としてルキウス・アンナエウス・フロルスとされる人物もいるが、この人物は写本によっては「ユリウス・フロルス」や「ルキウス・アンニウス・フロルス」とも表記されており、アンナエウス氏族の人物であったかどうかは定かでない。

## 人物
- ガイウス・アンナエウス・ブロックス (Gaius Annaeus Brocchus) - 紀元前1世紀の元老院議員。
- ルキウス・アンナエウス・セネカ (Lucius Annaeus Seneca） - 修辞学者。大セネカ (Seneca Major) とも。ヒスパニア・ウルテリオルのコルドゥバ出身。
- マルクス・アンナエウス・ノウァトゥス (Marcus Annaeus L. f. Novatus) - 大セネカの長男、修辞学者。のちに「ルキウス・ユリウス・ガッリオ・アンナエアヌス」と名乗った。
- ルキウス・アンナエウス・セネカ (Lucius Annaeus L. f. Seneca) - 大セネカの次男、哲学者。小セネカ (Seneca Minor) とも。
- マルクス・アンナエウス・メラ (Marcus Annaeus L. f. Mela) - 大セネカの三男。マルクス・アンナエウス・ルカヌスの父。
- スタティウス・アンナエウス (Statius Annaeus) - 小セネカの友人。小セネカが二度自殺を試みた際、いずれもその補助をしたとされる[2]。
- マルクス・アンナエウス・ルカヌス (Marcus Annaeus M. f. L. n. Lucanus) - マルクス・アンナエウス・メラの子。ネロ帝治世の著名な詩人。
- ルキウス・アンナエウス・コルヌトゥス (Lucius Annaeus Cornutus) - 解放奴隷。アリストテレスの著作の注釈を行ったが、紀元前68年にネロ帝により流刑に処される。
- ルキウス・アンナエウス・フロルス (Lucius Annaeus Florus) - 歴史家。ローマの建国からアウグストゥス帝治世までの歴史書を編纂した。この人物の名前としては他にも複数の名前が挙がっておりはっきりしていない。
- アンナエウス・フロルス (Annaeus Florus) - ハドリアヌス帝治世の詩人。